# Bonnétage
Bonnétage ist eine französische Gemeinde mit 1.001 Einwohnern (Stand: 1. Januar 2022) im Département Doubs in der Region Bourgogne-Franche-Comté.

## Geografie
Bonnétage liegt auf 935 m, zehn Kilometer südwestlich von Maîche und etwa 14 Kilometer nordwestlich der schweizerischen Stadt La Chaux-de-Fonds (Luftlinie). Das Dorf erstreckt sich im Jura an einem nach Süden exponierten Hang der Höhe Sur le Rocher, im Westen des Hochplateaus von Maîche und südlich des Dessoubre-Tals. Das Gemeindegebiet gehört zum Regionalen Naturpark Doubs-Horloger.
Die Fläche des 17,71 km² großen Gemeindegebiets umfasst einen Abschnitt des französischen Juras. Der Hauptteil des Gebiets wird vom schwach reliefierten Hochplateau von Maîche eingenommen, das durchschnittlich auf 880 m liegt. Es ist überwiegend von Wiesen- und Weideland bestanden, zeigt aber auch einige größere Waldflächen, insbesondere den Grand Bois. Das Plateau besitzt keine oberirdischen Fließgewässer, weil das Niederschlagswasser im verkarsteten Untergrund versickert. Die nördliche Grenze verläuft im Bereich der Höhen Champ du Bois (980 m) und Sur le Rocher (978 m), welche die Abgrenzung des Plateaus von Maîche gegenüber dem Dessoubre-Tal bilden.
Nach Südosten erstreckt sich das Gemeindeareal mit einem langen schmalen Streifen über das fast 10 km breite Hochplateau bis in das canyonartig eingeschnittene Tal des Doubs hinunter. Es umfasst dabei auch einen Abschnitt des breiten Höhenrückens des Grand Mont, auf dem mit 1047 m die höchste Erhebung von Bonnétage erreicht wird. Dieser Höhenzug bildet in geologisch-tektonischer Hinsicht eine Antiklinale des Faltenjuras und ist gemäß der Streichrichtung des Gebirges in dieser Region in Richtung Südwest-Nordost orientiert.
Die Gemeinde Bonnétage besteht aus verschiedenen Ortsteilen, Weilern und zahlreichen Einzelhöfen, nämlich:
- Le Village Haut (935 m) mit der Kirche, am Südhang der Höhe Sur le Rocher
- Le Village Bas (885 m), ältester Ortsteil der Gemeinde, am Südfuß der Höhe Sur le Rocher
- Le Grand Communal (848 m), heutiges Zentrum der Gemeinde, auf dem Plateau von Maîche
- Le Petit Communal (842 m) auf dem Plateau von Maîche
- Les Fourgs (861 m) auf dem Plateau am Nordostrand der Höhe von Le Mémont
- La Pâture-des-Brébis (890 m) am Südwestrand der Höhe von Les Fontenelles
- Les Cerneux-Monnots (885) auf dem Plateau von Maîche

Nachbargemeinden von Bonnétage sind Grand’Combe-des-Bois, Le Russey, Le Luhier, Montbéliardot und Plaimbois-du-Miroir im Westen, Rosureux und Saint-Julien-lès-Russey im Norden, Les Fontenelles und Fournet-Blancheroche im Osten sowie die schweizerische Gemeinde La Chaux-de-Fonds im Süden.

## Geschichte
Das Gebiet von Bonnétage wurde im Mittelalter von Mönchen des Priorats von Laval gerodet und urbar gemacht. Zusammen mit der Franche-Comté gelangte das Dorf mit dem Frieden von Nimwegen 1678 an Frankreich. In der Zeit um 1900 erlebte Bonnétage durch die Einführung der Uhrenindustrie einen wirtschaftlichen Aufschwung.
Mit dem 1. Januar 2009 erfolgte eine Änderung der Arrondissement-Zugehörigkeit der Gemeinde. Bislang zum Arrondissement Montbéliard gehörend, kamen alle Gemeinden des Kantons zum Arrondissement Pontarlier.

## Sehenswürdigkeiten
Die Dorfkirche Saint-Antoine im Ortsteil Le Village Haut wurde im 14. Jahrhundert im gotischen Stil erbaut und im 16. Jahrhundert umgestaltet. Eine weitere Kirche befindet sich im Weiler Les Cerneux-Monnots. In den verschiedenen Ortschaften und Weilern, insbesondere in Les Cerneux-Monnots, sind verschiedene Bauernhäuser aus dem 17. bis 19. Jahrhundert im traditionellen Stil der Franche-Comté erhalten.

## Bevölkerung
| Jahr                       | 1962 | 1968 | 1975 | 1982 | 1990 | 1999 | 2004 | 2016 |
| Einwohner                  | 618  | 604  | 642  | 640  | 657  | 674  | 714  | 887  |
| Quellen: Cassini und INSEE |      |      |      |      |      |      |      |      |

Mit 1001 Einwohnern (Stand 1. Januar 2022) gehört Bonnétage zu den kleinen Gemeinden des Départements Doubs. Nachdem die Einwohnerzahl in der ersten Hälfte des 20. Jahrhunderts stets im Bereich zwischen 500 und 550 Personen gelegen hatte, wurde seit Beginn der 1950er Jahre ein leichtes Bevölkerungswachstum verzeichnet.

## Wirtschaft und Infrastruktur
Bonnétage war bis ins 20. Jahrhundert hinein ein vorwiegend durch die Landwirtschaft (Viehzucht und Milchwirtschaft) und Forstwirtschaft geprägtes Dorf. Das Gewerbe hat sich hauptsächlich im Ortsteil Le Grand Communal niedergelassen. Es gibt hier verschiedene Betriebe des Klein- und Mittelgewerbes, vor allem in den Branchen Uhrenindustrie und Décolletage, Mikromechanik und Transportgewerbe. Viele Erwerbstätige sind auch Wegpendler, die in den umliegenden größeren Ortschaften ihrer Arbeit nachgehen.
Die Ortschaft ist verkehrstechnisch gut erschlossen. Sie liegt an der Hauptstraße D437, die von Montbéliard nach Morteau führt. Weitere Straßenverbindungen bestehen mit Orchamps-Vennes und Fournet-Blancheroche.